# Teorija ekosustava
Teoriju ekoloških sustava (koja se naziva i razvojem u kontekstu ili teorija ljudske ekologije) razvio je Urie Bronfenbrenner. Teorija nudi okvir pomoću kojega psiholozi u zajednici ispituju odnose pojedinaca unutar zajednica i šireg društva. Teorija se također često naziva ekološkim / sistemskim okvirom. Identificira pet okolišnih sustava s kojima je pojedinac u interakciji.
- Mikrosustav: Odnosi se na institucije i skupine koje najneposrednije i izravno utječu na djetetov razvoj, uključujući: obitelj, školu, vjerske institucije, susjedstvo i vršnjake.
- Mezosustav: Sastoji se od međusobnih veza između mikrosustavâ, na primjer između obitelji i učitelja, ili djetetovih vršnjaka i obitelji.
- Egzosistem: Uključuje poveznice između društvenih okruženja koja ne uključuju dijete. Na primjer, na djetetovo iskustvo kod kuće mogu utjecati iskustva roditelja na poslu. Roditelj bi mogao dobiti unapređenje koje zahtijeva više putovanja, što zauzvrat povećava sukob s drugim roditeljem te rezultira promjenama u njihovim obrascima interakcije s djetetom.
- Makrosustav: opisuje sveobuhvatnu kulturu koja utječe na dijete u razvoju, kao i mikrosustave i mezosustave ugrađene u te kulture. Kulturni konteksti mogu se razlikovati ovisno o zemljopisnom položaju, socioekonomskom statusu, siromaštvu i etničkoj pripadnosti. Članovi kulturne skupine često dijele zajednički identitet, baštinu i vrijednosti. Makrosustavi se razvijaju tokom vremena i od generacije do generacije.[1]
- Kronosistem: Sastoji se od uzorka događaja u okolišu i prijelaza tokom života, kao i promjenjivih društveno-povijesnih okolnosti. Primjerice, istraživači su otkrili da negativni učinci razvoda na djecu često dosežu vrhunac u prvoj godini nakon razvoda. Dvije godine nakon razvoda obiteljska je interakcija manje kaotična i stabilnija. Primjer promjena sociopovijesnih okolnosti je povećanje mogućnosti žena da nastave karijeru tokom posljednjih trideset godina.[2]

Kasniji rad Bronfenbrennera bavio se ulogom biologije i u ovom modelu; stoga se teorija ponekad naziva bioekološkim modelom.
Prema ovoj teorijskoj konstrukciji, svaki sustav sadrži uloge, norme i pravila koja mogu oblikovati psihološki razvoj. Primjerice, obitelj iz gradskog naselja suočava se s mnogim izazovima s kojima imućna obitelj u zatvorenoj stambenoj zajednici nema, i obrnuto. Obitelj iz gradskog naselja vjerojatnije će doživjeti okolinske poteškoće, poput kriminala i bijede. S druge strane, obitelji u zatvorenoj stambenoj zajednici vjerojatnije će nedostajati njegujuća podrška šire obitelji.
Od objavljivanja 1979. godine, glavni tekst o Bronfenbrennerovoj teoriji, Ekologija ljudskog razvoja imao je dalekosežan utjecaj na način na koji psiholozi i drugi istraživači pristupaju proučavanju ljudi i njihove okoline. Kao rezultat njegovog revolucionarnog rada u ljudskoj ekologiji, ova su se okruženja - od obitelji do ekonomskih i političkih struktura - počela promatrati kao dio životnog toka od djetinjstva do zrele dobi.
Bronfenbrenner je naznačio da su važan utjecaj na njegovu teoriju imali sovjetski razvojni psiholog Lav Vigotski, te psiholog njemačkog porijekla Kurt Lewin.
Bronfenbrennerov rad pruža jedan od temeljnih elemenata perspektive ekološkog savjetovanja, što ističu Robert K. Conyne, Ellen Cook i Savjetodavni program Sveučilišta u Cincinnatiju.
Mnogo je različitih teorija povezanih s ljudskim razvojem. Teorija ljudske ekologije naglašava okolinske faktore kao ključne za razvoj.